# Altitude FC
Altitude FC es un club de fútbol de Belice con sede en Mango Creek. Su equipo semipro masculino compite actualmente en la liga de fútbol más alta del país, la Liga Premier de Belice y su equipo femenino, The Altitude Chicks compiten en la National Amateur Women's League (NAWL). También tienen un equipo de fútbol base como parte de su programa de desarrollo juvenil. Ellos mandan sus partidos de local en el Estadio Michael Ashcroft ubicado en el centro de Independence, Belice. Altitude FC representa a la Asociación de Fútbol Mid-South del Distrito de Stann Creek de Belice. Altitude es un club de fútbol joven, fundado en 2013, ha competido en competiciones locales de 1ª división.

## Historia
Altitude FC se fundó en 2013 como un club de fútbol de primera división. Durante su primer año, compitieron en la The Ferguson Cup, un torneo amateur que se llevó a cabo en Placencia. A partir de entonces compitieron en el Torneo de la Liga Banana de 1ª división. Rápidamente ganaron reconocimiento al convertirse en un equipo dominante en la liga, habiendo finalmente ganado el Campeonato en 2018 contra Sagitun Farm 8.
Altitude FC formó una fusión con el Placencia Assassins FC y llegó a un acuerdo en 2018 y la franquicia de la Liga Premier de Belice de Placencia Assassins se arrendó por un año, y el nombre del equipo se cambió a Altitude Assassins, en el que participaron en la temporada 2018-19 de la Liga Premier de Belice.
Al final del Torneo de la Liga Premier de Belice 2018-19, luego de completar un año como Altitude Assassins, se rescindió el contrato de arrendamiento con Placencia Assassins y recuperaron su franquicia, y han regresado a la Liga Premier de Belice.
En 2019, Altitude FC ingresó a la Liga Premier de Belice como franquicia provisional, ubicándose en el cuarto lugar en la temporada inaugural 2019-20. En 2020, Altitude fue incluido oficialmente en la Liga Premier de Belice y se le otorgó la membresía completa.

## Entrenadores
- Wilmer García (2021-)
- Hilberto Muschamp (2020-2021) Liga Premier de Belice
- Hilberto Muschamp (2019-2020) Liga Premier de Belice
- Renan Couoh (2019-2019) Liga Premier de Belice
- Wilmer Garcia (2018-2019) Liga Premier de Belice
- Gabriel Ramos (2017-2018) ISSC Banana League
- Devin Longsworth (2016-2017) ISSC Banana League
- Robbie Cadle (2015-2016) ISSC Banana League
- Robbie Cadle (2014-2015) ISSC Banana League
- John King Sr. (2013-2014) Rodwell Ferguson Cup